# Ілчо Наумоський
І́лчо Наумо́ський (мак. Илчо Наумоски, нар. 29 липня 1983, Прілеп) — македонський футболіст, нападник клубу «Маттерсбург».

## Клубна кар'єра
У дорослому футболі дебютував 2002 року виступами за ГАК (Грац), в якому провів два сезони, взявши участь у 22 матчах чемпіонату. У складі ГАКа був одним з головних бомбардирів команди, маючи середню результативність на рівні 0,36 голу за гру першості.
Через хорошу гру Ілчо помітили скаути інших клубів, тому протягом 2004–2005 років він грав на правах оренди за турецький «Малатьяспор» та італійську «Катанію», проте в жодному з клубів не змів закріпитись в основному складі.
Влітку 2005 року перейшов до складу «Маттерсбурга», в якому відразу став основним бомбардиром команди, двічі допомагав дійти до фіналу кубку Австрії, а також виступав у Єврокубках, ставши одним з лідерів команди. Наразі встиг відіграти за команду з Маттерсбурга 216 матчів в національному чемпіонаті.

## Виступи за збірну
У складі збірної Македонії дебютував 9 лютого 2003 в товариському матчі проти збірної Хорватії. Перший гол за збірну забив 20 серпня 2003 року в матчі проти збірної Албанії, принісши своїй збірній перемогу з рахунком 3-1. З того часу є основним гравцем збірної і наразі провів 45 офіційних матчів, в яких забив 9 голів.